# Nghĩa trang Ferncliff
Nghĩa trang Ferncliff (tiếng Anh: Ferncliff Cemetery) là một nghĩa trang nằm ở Hartsdale thuộc Quận Westchester, New York.

## Lịch sử
Ferncliff được thành lập năm 1902 cùng với một loạt nghĩa trang nằm ở ngoại ô thành phố New York sau khi rất nhiều nghĩa trang nằm trong thành phố đã quá tải. Nghĩa trang nằm trong một khu vực rất yên tĩnh, gần như không có các cơ sở kinh doanh, công nghiệp. Đây là một trong số ít nghĩa trang có cơ sở hỏa táng của thành phố New York, trong số các nhân vật nổi tiếng đã được hỏa táng ở Ferncliff có thể kể tới ca sĩ John Lennon hay phó tổng thống Mỹ Nelson Rockefeller. Ngoài ra Ferncliff cũng là nơi an nghỉ của rất nhiều nhân vật nổi tiếng khác như đệ nhất phu nhân Trung Hoa Dân Quốc Tống Mỹ Linh, nhà hoạt động nhân quyền Malcolm X hay hai huyền thoại của điện ảnh Mỹ là Judy Garland và Joan Crawford.

## Những người nổi tiếng an nghỉ tại nghĩa trang
- Harold Arlen (1905-1986), nhạc sĩ, tác giả bài hát Over the Rainbow
- Leopold Auer (1845-1930), nghệ sĩ violon
- James Baldwin (1924-1987), nhà văn, nhà hoạt động vì quyền bình đẳng cho người da đen
- Béla Bartók (1881-1945), nhà soạn nhạc (phần mộ đã được chuyển về Nghĩa trang Farkasreti ở Budapest, Hungary năm 1988)
- Tống Mỹ Linh (1897-2003), đệ nhất phu nhất Trung Hoa Dân Quốc
- Joan Crawford (1908-1977), huyền thoại điện ảnh Mỹ
- Mikhail Mikhaylovich Fokin (1880-1942), nghệ sĩ múa người Nga
- Judy Garland (1922-1969), huyền thoại điện ảnh Mỹ
- Oscar Hammerstein II (1895-1960), nhà soạn nhạc, đồng tác giả vở nhạc kịch The Sound of Music
- Aaliyah (1979-2001), ca sĩ, diễn viên
- Jim Henson (1936-1990), nghệ sĩ rối
- Karen Horney (1885-1952), nhà tâm lý học người Đức
- Jerome Kern (1885-1945), nhà soạn nhạc, 2 giải Oscar
- Cố Duy Quân (1888-1985), Tổng thống Trung Hoa Dân Quốc
- John Lennon (1940-1980), nghệ sĩ người Anh, thành viên nhóm The Beatles
- Malcolm X (1925-1965) và vợ Betty Shabazz (1936-1997), nhà hoạt động nhân quyền
- Jason Mizell (1965-2002), nghệ sĩ nhạc hip hop, thành viên nhóm Run-D.M.C.
- Thelonious Monk (1917-1982), nghệ sĩ nhạc jazz
- Otto Rank (1884-1939), nhà tâm lý học người Áo
- Paul Robeson (1898-1976), ca sĩ, nhà hoạt động nhân quyền
- Nelson Rockefeller (1908-1979), thống đốc bang New York, phó tổng thống thứ 41 của Hoa Kỳ (hỏa táng tại nghĩa trang Ferncliff)
- Tống Tử Văn (1894-1971), thống đốc Ngân hàng Trung Quốc, em trai của Tống Ái Linh, Tống Khánh Linh, anh trai của Tống Mỹ Linh
- Preston Sturges (1898-1959), biên kịch, đạo diễn điện ảnh
- Ed Sullivan (1901-1974), người chủ trì chương trình The Ed Sullivan Show
- Conrad Veidt (1893-1943), diễn viên người Đức